# الأرملة السوداء (ناتاشا رومانوف)
الأرملة السوداء (ناتاشا رومانوف) (بالروسية: Чёрная вдова (Наташа Романова))‏ هي شخصية خيالية من مارفل كومكس من تأليف ستان لي ودون ريكو ودون هيك، ظهرت الشخصية لأول مرة في شهر أبريل من عام 1962.